# Charles Hallahan
Charles John Hallahan (29 de julio de 1943 – 25 de noviembre de 1997) fue un actor estadounidense de cine, teatro y televisión, conocido por sus actuaciones en películas como Going in Style, The Thing, Cast a Deadly Spell y Dante's Peak. Otro de sus papeles reconocidos fue el del capitán Charlie Devane en la serie de televisión Hunter entre 1986 y 1991.
En 1997, Hallahan iba a interpretar a Liam Bilby en el episodio de la serie Star Trek: Deep Space Nine "Honor Among Thieves". El 25 de noviembre del mismo año falleció de un aparente ataque cardíaco mientras conducía con su auto en Los Ángeles. Nick Tate asumió el rol de Liam Bilby en memoria de Hallahan.

## Filmografía

### Cine
- Nightwing (1979) - Henry
- Going in Style (1979) - Pete
- Hide in Plain Sight (1980) - Dixon
- The Thing (1982) - Vance Norris
- Twilight Zone: The Movie (1983) - Ray
- The Star Chamber (1983) - Agente Pickett
- Two of a Kind (1983) - Arzobispo
- Silkwood (1983) - Earl Lapin
- Kidco (1984) - Richard Cessna
- Terror in the Aisles (1984)
- Vision Quest (1985) - Entrenador
- Pale Rider (1985) - McGill
- P.K. and the Kid (1987) - Bazooka
- Fatal Beauty (1987) - Agente Getz
- True Believer (1989) - Vincent Dennehy
- Cast a Deadly Spell (1991) - Det. Morris Bradbury
- A Smile in the Dark (1991)
- Body of Evidence (1993) - Dr. McCurdy
- Warlock: The Armageddon (1993) - Ethan Larson
- Dave (1993) - Policía
- Roswell (1994)
- Executive Decision (1996) - General Sarlow
- The Fan (1996) - Coop
- The Rich Man's Wife (1996) - Detective Dan Fredricks
- Space Jam (1996)
- Mind Rage (1996) - Jack Stillman
- The Pest (1997) - Angus
- Dante's Peak (1997) - Paul Dreyfus
- Ambushed (1998) - Sheriff Carter